# Ajaccio (piève)
Ajaccio est une ancienne piève de Corse. Située dans le sud-ouest de l'île, elle relevait de la province d'Ajaccio sur le plan civil et du diocèse d'Ajaccio sur le plan religieux.

Drapeau d'Ajaccio

## Géographie
La piève d'Ajaccio s'étendait sur la rive nord du golfe d'Ajaccio et l'arrière-pays environnant et couvrait le territoire des villes et villages actuels suivants :
- Ajaccio ;
- Alata ;
- Appietto ;
- Villanova.

Les pièves limitrophes d'Ajaccio sont :

## Histoire

### La piève d'Appietto
Pour les articles homonymes, voir Appietto (homonymie).
Au Moyen Âge, en 1124, le pape Innocent II accorde trois diocèses de l'île (Accia, Mariana, e Nebbio) à Gênes, et les trois autres à Pise (Ajaccio, Aléria et Sagone).
À cette époque, Appietto était sous la domination des seigneurs de Gozzi. Les vestiges de leur forteresse u Castellu, de sa chapelle médiévale et ceux de la tour de Terra Mozza au sommet du Mont Gozzi (708 m), rappellent le passé médiéval de la région, fait de luttes acharnées entre les suzerains de la Cinarca et leurs vassaux mais aussi du refus de l'occupation génoise. Cinarchesi et seigneurs de Gozzi étaient alliés contre la communauté génoise d’Ajaccio. Pour mâter la résistance des feudataires, l’Office de Saint Georges détruira complètement le « castellu de Gozzi » ainsi que bien d'autres châteaux.
La communauté d'Appietto était le centre de la piève éponyme. Vers 1520, elle comptait environ 50 habitants.
Au XVIIIe siècle, Appietto fait partie de la piève d'Ajaccio. La piève d'Ajaccio était composée d'Ajaccio et de sa cité (3 000 hab.), Alata (310 hab.) et d'Appietto (438 hab.). Le préside d'Ajaccio était gouverné par un commissaire génois, sous l'autorité du gouverneur général résidant à Bastia.

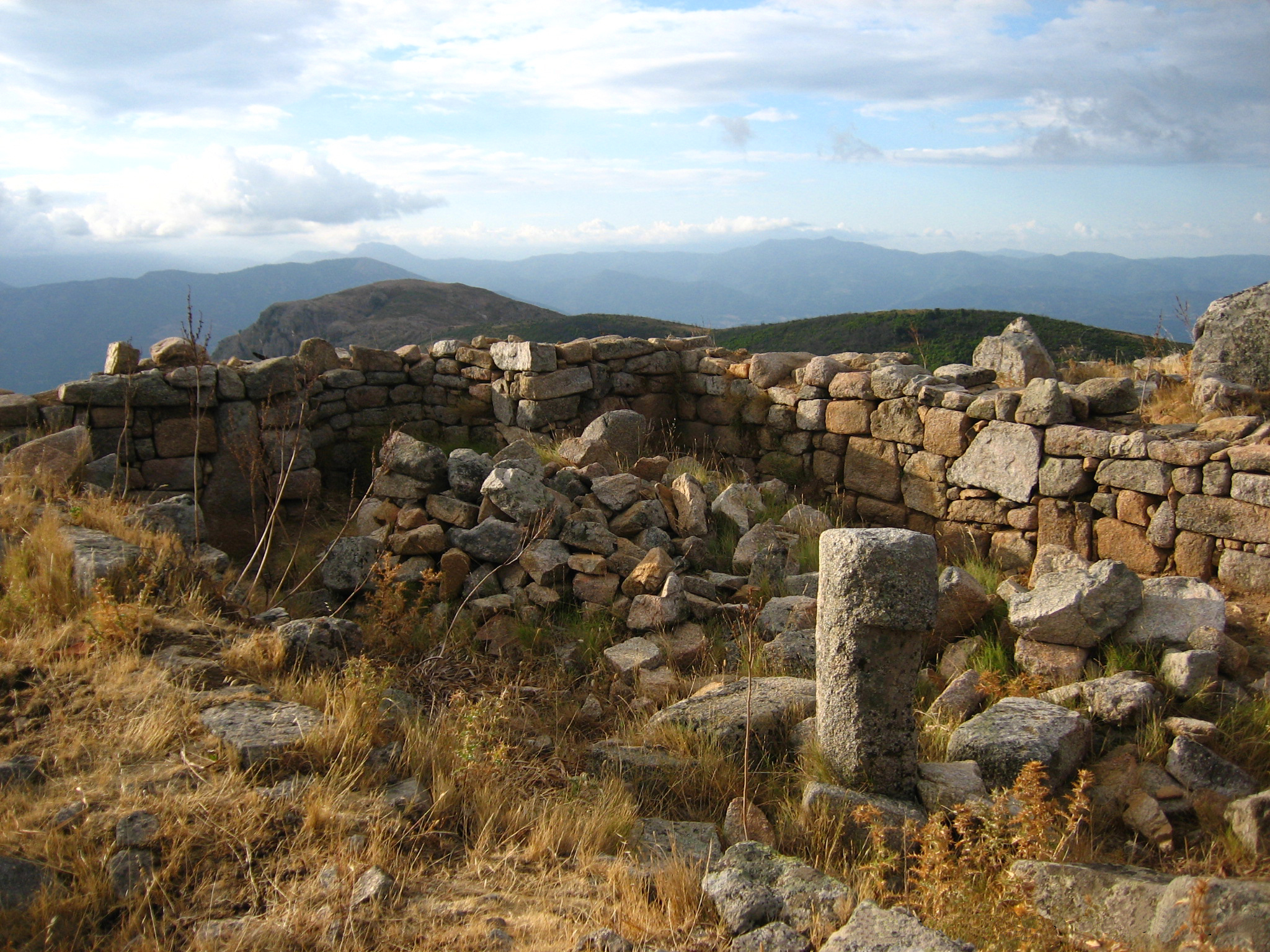
Ruines de l'église San Chirgu

L'ancienne église saint Cyr (San Chirgu encore localement appelée San Quilicu) bâtie sur les hauteurs d'Appietto, était l'église principale de la piève d'Appietto. De cette église piévane d'architecture pisane ou « romane corse », petite au plan très simple orienté sur un axe est/ouest, l'abside à l'est, la façade principale avec son portail à l'ouest, il ne subsiste que des ruines. Elle a été délaissée après la construction en 1532 d'une nouvelle église dédiée à Santa Maria Assunta.